# Carbon-Blanc
Carbon-Blanc ist eine französische Stadt im Département Gironde in der Region Nouvelle-Aquitaine. Die Gemeinde gehört zum La Presqu’île im Arrondissement Bordeaux. Sie liegt im Einzugsgebiet der Stadt Bordeaux. Während Carbon-Blanc im Jahr 1962 noch über 1.628 Einwohner verfügte, zählt man aktuell 8.342 Einwohner (Stand 1. Januar 2022). Im Osten der Stadt verläuft parallel zur Autobahn das Flüsschen Gua, das hier unter dem Namen Vieux Estey bekannt ist.
Der Name Carbon-Blanc geht auf die mittelalterliche Bezeichnung Charbon Blanc (wörtlich übersetzt weiße Kohle) für die Lepra zurück. Tatsächlich verfügte die Gemeinde in jener Zeit über ein Leprosorium.

## Bevölkerungsentwicklung
| Jahr                      | 1962 | 1968 | 1975 | 1982 | 1990 | 1999 | 2009 | 2016 |
| Einwohner                 | 1628 | 3075 | 4567 | 5733 | 5842 | 6620 | 6901 | 8112 |
| Quelle: Cassini und INSEE |      |      |      |      |      |      |      |      |

## Weinbau
Carbon-Blanc ist eine Weinbaugemeinde; die Rebflächen gehören zur Appellation Premières Côtes de Bordeaux.

## Städtepartnerschaften
- Großostheim, Deutschland (seit 1977)
- San Martín de Valdeiglesias, Spanien (seit 1990)

## Verkehr
Carbon-Blanc liegt mit den Anschlussstelle 43 und 44 an der Autoroute A10. Der Bahnhof Gare de Sainte-Eulalie – Carbon-Blanc wird von den Zügen der Linie TER Nouvelle-Aquitaine bedient. Die Gemeinde wird durch Buslinien der TBM erschlossen. Auch die Linie A Straßenbahn Bordeaux führt bis hierher.

## Persönlichkeiten
- André Teixeira de Mesquita (1918–2009), brasilianischer Diplomat
- Philippe Madrelle (1937–2019), Bürgermeister von Carbon-Blanc von 1976 bis 2015